# Université technologique fédérale du Paraná
Ne doit pas être confondu avec Université technologique du Panama.
L'université technologique fédérale de Paraná (en portugais: Universidade Tecnológica Federal do Paraná, raccourcie UTFPR), anciennement connue sous le nom Centre Fédéral d'Éducation Technologique du Paraná (en portugais : Centro Federal de Educação Tecnológica do Paraná, raccourci CEFET-PR), est une université publique qui a des campus dans onze villes de l'État brésilien du Paraná.

## Histoire
L'université a été fondée en 1909, comme "L'école des apprentis et des artisans du Paraná" (en portugais : "Escola de Artifices e aprendizes do Paraná"). Deux décennies plus tard, l'établissement a commencé à agir comme une école d'enseignement de base, et a été renommé en "Lycée industriel de Curitiba" (en portugais : "Liceu industriel de Curitiba"). Plus tard, il a été institué en collaboration avec les écoles fédérales industrielles, et a été rebaptisé en école technique de Curitiba (en portugais : "Escola Técnica de Curitiba"), puis, en 1959, en "École Fédérale Technique du Paraná" (en portugais : "Escola Técnica Federal do Paraná"). 
En 1978, l'établissement est devenu un Federal Center of Technological Education.